# Krasna (sielsowiet Krasna)
Krasna a. Kraśne Sioło (biał. Краснае, ros. Красное) – agromiasteczko na Białorusi, w obwodzie grodzieńskim, w rejonie korelickim, w sielsowiecie Krasna.
W dwudziestoleciu międzywojennym leżała w Polsce, w województwie nowogródzkim, w powiecie nowogródzkim.